# Sygnalista
Sygnalista – specjalność wojskowa w Marynarce Wojennej. Zadaniem sygnalisty jest nawiązywanie i utrzymywanie łączności wzrokowej z innymi okrętami, jak również nadawanie sygnałów świetlnych kodem Morse'a i komunikowanie się za pomocą flag sygnałowych. Jest to szczególnie ważna funkcja podczas operacji, w których obowiązuje cisza radiowa. 
Sygnalista (zwany potocznie „marszałkiem” lub „marszalem”) to także osoba kierująca ruchem statków powietrznych (zwykle samolotów) na płycie lotniska poprzez podawanie dowódcy statku powietrznego sygnałów wizualnych przy użyciu pałek świetlnych, latarek, tarcz sygnalizacyjnych lub samych rąk. Kierując naziemnym ruchem statku powietrznego na znacznej odległości (na większych lotniskach), sygnalista często porusza się samochodem z napisem FOLLOW ME („podążaj za mną”), jadąc przed kołującym statkiem powietrznym.